# Lista dos lugares de sepultamento dos monarcas portugueses
Esta é uma lista dos lugares em que estão depositados os restos mortais dos reis e rainhas de Portugal.
| Distrito | Concelho | Lugar                             | Sepultado | Sepultado                                 | Títulos                                                                                 | Túmulo | Imagem                                                                                            | Notas |
| -------- | -------- | --------------------------------- | --------- | ----------------------------------------- | --------------------------------------------------------------------------------------- | --- | ------------------------------------------------------------------------------------------------- | --- |
| Braga    | Braga    | Sé Catedral                       |           | Henrique de Borgonha                      | Conde de Portucale (1096-1112)                                                          | |                                                                                                   | Encontram-se sepultados na Capela dos Reis. |
| Braga    | Braga    | Sé Catedral                       |           | Teresa de Leão                            | Condessa de Portucale (1112-1128)                                                       | |                                                                                                   | Encontram-se sepultados na Capela dos Reis. |
| Coimbra  | Coimbra  | Mosteiro de Santa Cruz            |           | Afonso Henriques                          | Conde de Portucale (1128-1139) Rei de Portugal (1139-1185)                              | |                                                                                                   | |
| Coimbra  | Coimbra  | Mosteiro de Santa Cruz            |           | Mafalda de Saboia                         | Rainha-consorte de Portugal (1146-1157)                                                 | |                                                                                                   | |
| Coimbra  | Coimbra  | Mosteiro de Santa Cruz            |           | Sancho I                                  | Rei de Portugal (1185-1211)                                                             | |                                                                                                   | |
| Coimbra  | Coimbra  | Mosteiro de Santa Cruz            |           | Dulce de Aragão                           | Rainha-consorte de Portugal (1185-1198)                                                 | |                                                                                                   | |
| Coimbra  | Coimbra  | Mosteiro de Santa Clara-a-Nova    |           | Santa Isabel de Aragão                    | Rainha-consorte de Portugal (1282-1325)                                                 | |                                                                                                   | |
| Leiria   | Alcobaça | Mosteiro de Alcobaça              |           | Afonso II                                 | Rei de Portugal (1211-1223)                                                             | |                                                                                                   | |
| Leiria   | Alcobaça | Mosteiro de Alcobaça              |           | Urraca de Castela                         | Rainha-consorte de Portugal (1211-1220)                                                 | |                                                                                                   | |
| Leiria   | Alcobaça | Mosteiro de Alcobaça              |           | Afonso III                                | Rei de Portugal (1248-1279)                                                             | |                                                                                                   | |
| Leiria   | Alcobaça | Mosteiro de Alcobaça              |           | Beatriz de Castela                        | Rainha-consorte de Portugal (1253-1279)                                                 | |                                                                                                   | |
| Leiria   | Alcobaça | Mosteiro de Alcobaça              |           | Pedro I                                   | Rei de Portugal (1357-1367)                                                             | |                                                                                                   | |
| Leiria   | Alcobaça | Mosteiro de Alcobaça              |           | Inês de Castro                            | Rainha-consorte de Portugal (postumamente)                                              | | Originalmente sepultada no Mosteiro de Santa Clara-a-Velha, em Coimbra.                           | |
| Leiria   | Batalha  | Mosteiro da Batalha               |           | João I                                    | Rei de Portugal (1385-1433)                                                             | |                                                                                                   | Sepultados na Capela do Fundador. |
| Leiria   | Batalha  | Mosteiro da Batalha               |           | Filipa da Lencastre                       | Rainha-consorte de Portugal (1387-1415)                                                 | |                                                                                                   | Sepultados na Capela do Fundador. |
| Leiria   | Batalha  | Mosteiro da Batalha               |           | Duarte I                                  | Rei de Portugal (1433-1438)                                                             | | Sepultados nas Capelas Imperfeitas. Originalmente sepultados no Altar-mor do Mosteiro da Batalha. | |
| Leiria   | Batalha  | Mosteiro da Batalha               |           | Leonor de Aragão                          | Rainha-consorte de Portugal (1433-1438)                                                 | | Sepultados nas Capelas Imperfeitas. Originalmente sepultados no Altar-mor do Mosteiro da Batalha. | |
| Leiria   | Batalha  | Mosteiro da Batalha               |           | Afonso V                                  | Rei de Portugal (1438-1481)                                                             | | Sepultados na Capela do Fundador.                                                                 | |
| Leiria   | Batalha  | Mosteiro da Batalha               |           | Isabel de Avis                            | Rainha-consorte de Portugal (1447-1455)                                                 | | Sepultados na Capela do Fundador.                                                                 | |
| Leiria   | Batalha  | Mosteiro da Batalha               |           | João II                                   | Rei de Portugal (1481-1495)                                                             | | Sepultados na Capela do Fundador.                                                                 | |
| Lisboa   | Odivelas | Mosteiro de São Dinis             |           | Dinis I                                   | Rei de Portugal (1279-1325)                                                             | |                                                                                                   | |
| Lisboa   | Lisboa   | Sé Catedral                       |           | Afonso IV                                 | Rei de Portugal (1325-1357)                                                             | |                                                                                                   | |
| Lisboa   | Lisboa   | Sé Catedral                       |           | Beatriz de Castela                        | Rainha-consorte de Portugal (1325-1357)                                                 | |                                                                                                   | |
| Lisboa   | Lisboa   | Convento do Carmo                 |           | Fernando I                                | Rei de Portugal (1367-1383)                                                             | |                                                                                                   | Originalmente sepultado no Convento de São Francisco, em Santarém. As suas ossadas foram perdidas durante as Invasões Francesas.                        |
| Lisboa   | Lisboa   | Convento do Carmo                 |           | Constança Manuel                          | Esposa do Príncipe D. Pedro, Herdeiro do Trono                                          | Originalmente sepultada no Mosteiro de São Domingos, em Santarém, foi trasladada para o Convento de São Francisco, para o túmulo do filho. As suas ossadas também foram perdidas. |                                                                                                   | |
| Lisboa   | Lisboa   | Convento do Carmo                 |           | Maria Ana de Áustria                      | Rainha-consorte de Portugal (1708-1750)                                                 | | Originalmente sepultada no Mosteiro de São João Nepomuceno, em Lisboa.                            | |
| Lisboa   | Lisboa   | Convento de Santa Clara de Lisboa |           | Joana de Trastâmara                       | Rainha-consorte de Portugal (1475-1479) Rainha de Leão e Castela (1474-1479, disputado) | |                                                                                                   | O Convento foi destruído no Terramoto de 1755 e o seu túmulo perdido.                                                                                   |
| Lisboa   | Lisboa   | Convento da Madre de Deus         |           | Leonor de Avis                            | Rainha-consorte de Portugal (1481-1495)                                                 | |                                                                                                   | Sepultada em campa rasa no Convento de Madre de Deus.                                                                                                   |
| Lisboa   | Lisboa   | Mosteiro dos Jerónimos            |           | Manuel I                                  | Rei de Portugal (1495-1521)                                                             | |                                                                                                   | |
| Lisboa   | Lisboa   | Mosteiro dos Jerónimos            |           | Maria de Aragão e Castela                 | Rainha-consorte de Portugal (1500-1517)                                                 | |                                                                                                   | |
| Lisboa   | Lisboa   | Mosteiro dos Jerónimos            |           | João III                                  | Rei de Portugal (1521-1557)                                                             | |                                                                                                   | |
| Lisboa   | Lisboa   | Mosteiro dos Jerónimos            |           | Catarina de Áustria                       | Rainha-consorte de Portugal (1526-1557)                                                 | |                                                                                                   | |
| Lisboa   | Lisboa   | Mosteiro dos Jerónimos            |           | Sebastião I                               | Rei de Portugal (1557-1578)                                                             | |                                                                                                   | |
| Lisboa   | Lisboa   | Mosteiro dos Jerónimos            |           | Henrique I                                | Rei de Portugal (1557-1580)                                                             | |                                                                                                   | |
| Lisboa   | Lisboa   | Mosteiro de São Vicente de Fora   |           | João IV                                   | Rei de Portugal (1640-1656)                                                             | |                                                                                                   | |
| Lisboa   | Lisboa   | Mosteiro de São Vicente de Fora   |           | Luísa de Gusmão                           | Rainha-consorte de Portugal (1640-1656)                                                 | Originalmente sepultada no Convento de Xabregas. |                                                                                                   | |
| Lisboa   | Lisboa   | Mosteiro de São Vicente de Fora   |           | Afonso VI                                 | Rei de Portugal (1656-1683)                                                             | |                                                                                                   | |
| Lisboa   | Lisboa   | Mosteiro de São Vicente de Fora   |           | Maria Francisca de Sabóia                 | Rainha-consorte de Portugal (1666-1668)                                                 | |                                                                                                   | |
| Lisboa   | Lisboa   | Mosteiro de São Vicente de Fora   |           | Pedro II                                  | Rei de Portugal (1683-1707)                                                             | |                                                                                                   | |
| Lisboa   | Lisboa   | Mosteiro de São Vicente de Fora   |           | Maria Sofia de Neuburgo                   | Rainha-consorte de Portugal (1683-1699)                                                 | |                                                                                                   | |
| Lisboa   | Lisboa   | Mosteiro de São Vicente de Fora   |           | João V                                    | Rei de Portugal (1707-1750)                                                             | O Corpo de D. João V foi sepultado no Panteão dos Braganças enquanto que o seu coração e restantes vísceras foram sepultados na Capela dos Meninos da Palhavã.                    |                                                                                                   | |
| Lisboa   | Lisboa   | Mosteiro de São Vicente de Fora   |           | José I                                    | Rei de Portugal (1750-1777)                                                             | |                                                                                                   | |
| Lisboa   | Lisboa   | Mosteiro de São Vicente de Fora   |           | Mariana Vitória de Bourbon                | Rainha-consorte de Portugal (1750-1777)                                                 | |                                                                                                   | |
| Lisboa   | Lisboa   | Mosteiro de São Vicente de Fora   |           | Pedro III                                 | Rei-consorte de Portugal (1777-1786)                                                    | |                                                                                                   | |
| Lisboa   | Lisboa   | Mosteiro de São Vicente de Fora   |           | João VI                                   | Rei de Portugal (1816-1826)                                                             | |                                                                                                   | |
| Lisboa   | Lisboa   | Mosteiro de São Vicente de Fora   |           | Carlota Joaquina de Bourbon               | Rainha-consorte de Portugal (1816-1826)                                                 | |                                                                                                   | |
| Lisboa   | Lisboa   | Mosteiro de São Vicente de Fora   |           | Miguel I                                  | Rei de Portugal (1828-1834)                                                             | Inicialmente sepultados no Convento dos Franciscanos de Engelberg, em Großheubach, na Alemanha.                                                                                   |                                                                                                   | |
| Lisboa   | Lisboa   | Mosteiro de São Vicente de Fora   |           | Adelaide de Löwenstein-Wertheim-Rosenberg | Esposa do Infante D. Miguel                                                             | Inicialmente sepultados no Convento dos Franciscanos de Engelberg, em Großheubach, na Alemanha.                                                                                   |                                                                                                   | |
| Lisboa   | Lisboa   | Mosteiro de São Vicente de Fora   |           | Maria II                                  | Rainha de Portugal (1834-1853)                                                          | |                                                                                                   | |
| Lisboa   | Lisboa   | Mosteiro de São Vicente de Fora   |           | Augusto de Beauharnais                    | Príncipe-consorte de Portugal (1834-1835)                                               | |                                                                                                   | |
| Lisboa   | Lisboa   | Mosteiro de São Vicente de Fora   |           | Fernando II                               | Rei-consorte de Portugal (1837-1853)                                                    | |                                                                                                   | |
| Lisboa   | Lisboa   | Mosteiro de São Vicente de Fora   |           | Pedro V                                   | Rei de Portugal (1853-1861)                                                             | |                                                                                                   | |
| Lisboa   | Lisboa   | Mosteiro de São Vicente de Fora   |           | Estefania de Hohenzollern-Sigmaringen     | Rainha-consorte de Portugal (1858-1859)                                                 | |                                                                                                   | |
| Lisboa   | Lisboa   | Mosteiro de São Vicente de Fora   |           | Luís I                                    | Rei de Portugal (1861-1889)                                                             | |                                                                                                   | |
| Lisboa   | Lisboa   | Mosteiro de São Vicente de Fora   |           | Amélia de Orleães                         | Rainha-consorte de Portugal (1889-1908)                                                 | |                                                                                                   | |
| Lisboa   | Lisboa   | Mosteiro de São Vicente de Fora   |           | Manuel II                                 | Rei de Portugal (1908-1910)                                                             | Transladado a 2 de agosto de 1932 para o Panteão dos Braganças. |                                                                                                   | |
| Lisboa   | Lisboa   | Mosteiro de São Vicente de Fora   |           | Carlos I                                  | Rei de Portugal (1889-1908)                                                             | | Mortos no Regicídio de 1908.                                                                      | |
| Lisboa   | Lisboa   | Mosteiro de São Vicente de Fora   |           | Luís Filipe                               | Príncipe Real de Portugal                                                               | | Mortos no Regicídio de 1908.                                                                      | |
| Lisboa   | Lisboa   | Basílica da Estrela               |           | Maria I                                   | Rainha de Portugal (1777-1816)                                                          | |                                                                                                   | |
| Porto    | Porto    | Igreja da Lapa                    |           | Pedro IV                                  | Rei de Portugal (1826) Imperador do Brasil (1822-1831)                                  | |                                                                                                   | O Coração de D. Pedro está na Igreja da Lapa, no Porto, enquanto que o resto do corpo se encontra no Monumento à Independência do Brasil, em São Paulo. |

### Monarcas sepultados fora de Portugal
| País    | Cidade                     | Lugar                                     | Sepultado | Sepultado                   | Títulos                                                                        | Túmulo | Imagem | Notas |
| ------- | -------------------------- | ----------------------------------------- | --------- | --------------------------- | ------------------------------------------------------------------------------ | ------ | --- | --- |
| Espanha | Toledo                     | Sé Catedral                               |           | Sancho II                   | Rei de Portugal (1223-1248)                                                    |        | | O local da sua sepultura é desconhecido.                                                                                                   |
| Espanha | Toledo                     | Convento de Santa Isabel de los Reyes     |           | Isabel de Aragão e Castela  | Rainha-consorte de Portugal (1497-1498) Princesa das Astúrias (1497-1498)      |        | | |
| Espanha | Nájera                     | Mosteiro de Santa Maria                   |           | Mécia Lopes de Haro         | Rainha-consorte de Portugal (1239-1246)                                        |        | | Sepultada na Capela da Vera Cruz. |
| Espanha | Valladolid                 | Convento de Nossa Senhora da Misericórdia |           | Leonor Teles de Menezes     | Rainha-consorte de Portugal (1372-1383)                                        |        | | O Convento foi demolido em 1849, sendo o atual paradeiro do túmulo da Rainha desconhecido.                                                 |
| Espanha | Toro                       | Mosteiro de Sancti Spiritus               |           | Beatriz de Portugal         | Rainha-consorte de Castela (1383-1390) Rainha de Portugal (disputado)          |        | | |
| Espanha | San Lorenzo de El Escorial | Mosteiro do Escorial                      |           | Leonor da Áustria           | Rainha-consorte de Portugal (1518-1521) Rainha-consorte de França (1530-1547)  |        | | |
| Espanha | San Lorenzo de El Escorial | Mosteiro do Escorial                      |           | Filipe I                    | Rei de Portugal (1581-1598) Rei de Espanha (1556-1598)                         |        | | |
| Espanha | San Lorenzo de El Escorial | Mosteiro do Escorial                      |           | Filipe II                   | Rei de Portugal e de Espanha (1598-1621)                                       |        | | |
| Espanha | San Lorenzo de El Escorial | Mosteiro do Escorial                      |           | Margarida da Áustria        | Rainha-consorte de Portugal e de Espanha (1599-1611)                           |        | | |
| Espanha | San Lorenzo de El Escorial | Mosteiro do Escorial                      |           | Filipe III                  | Rei de Portugal (1621-1640) Rei de Espanha (1621-1655)                         |        | | |
| Espanha | San Lorenzo de El Escorial | Mosteiro do Escorial                      |           | Isabel de Bourbon           | Rainha-consorte de Portugal (1621-1640) Rainha-consorte de Espanha (1621-1644) |        | | |
| França  | Paris                      | Convento grande dos Franciscanos          |           | António, Prior do Crato     | Rei de Portugal (1580, disputado)                                              |        | | O seu corpo foi sepultado no Convento dos Franciscanos, enquanto que o seu coração foi depositado no Convento da Avé Maria, em Paris.      |
| Brasil  | Rio de Janeiro             | Monumento à Independência do Brasil       |           | Pedro IV                    | Rei de Portugal (1826) Imperador do Brasil (1822-1831)                         |        | | Inicialmente sepultado no Panteão dos Braganças no Mosteiro de São Vicente de Fora. O seu coração encontra-se na Igreja da Lapa, no Porto. |
| Brasil  | Rio de Janeiro             | Monumento à Independência do Brasil       |           | Maria Leopoldina da Áustria | Rainha-consorte de Portugal (1826) Imperatriz do Brasil (1822-1826)            |        | Inicialmente sepultada no Convento da Ajuda, no Rio de Janeiro. Após este ser demolido, foi transladada para o Convento de Santo António, na mesma cidade. | |